# Буассонно, Рэнди
Рэнди Пол Эндрю Буассонно (англ. Randy Paul Andrew Boissonnault; род. 14 июля 1970, Morinville, Альберта) — канадский политик, член Либеральной партии, министр занятости, развития рабочей силы и официальных языков (2023—2024).

## Биография
Окончил Альбертский университет и в качестве стипендиата Родса — Оксфордский университет. В течение 15 лет руководил консалтинговой фирмой, специализируясь на вопросах малого и среднего предпринимательства. Основал организацию Literacy Without Borders (Грамотность без границ) с целью борьбы с неграмотностью в Канаде и в развивающихся странах.
В 2015 году избран в Палату общин в округе Центральный Эдмонтон, добившись перевеса в 1199 голосов, а по итогам выборов 2019 года лишился мандата.
15 ноября 2016 года назначен специальным советником премьер-министра Джастина Трюдо по проблемам сообщества ЛГБТ.
20 сентября 2021 года состоялись досрочные парламентские выборы, принесшие Буассонно в его прежнем центральном округе Эдмонтона победу с результатом 33,7 % (16 561 голос) против 32,5 % (15 945 голосов) у сильнейшего из соперников, обладателя этого мандата, кандидата от Консервативной партии Джеймса Камминга.
26 октября 2021 года был приведён к присяге новый состав правительства Трюдо, в котором Буассонно получил портфель министра туризма и должность помощника министра финансов.
26 июля 2023 года в ходе серии кадровых перемещений в правительстве Трюдо назначен министром занятости, развития рабочей силы и официальных языков.
20 ноября 2024 года Буассонно ушёл в отставку после обвинений в нарушениях при ведении бизнеса и в ложности утверждений о принадлежности к коренному населению.
21 марта 2025 года объявил об отказе от выдвижения своей кандидатуры на досрочных парламентских выборах.